# SŽ serija 363
SŽ 363 je serija enosistemskih šestosnih električnih lokomotiv, ki sestavljajo vozni park Slovenskih železnic. Zaradi francoskega porekla in elegantne oblike se je zanjo po francoski igralki Brigitte Bardot uveljavil vzdevek brižita oz. brižitka. Prijel se je tudi vzdevek kraljica, saj je skoraj tri desetletja veljala za najzmogljivejšo električno lokomotivo.
Lokomotiva je izpeljanka francoske serije SNCF CC 6500. Med letoma 1975 in 1977 je bilo v Slovenijo dobavljeno 39 lokomotiv v voznem stanju in še ena v obliki rezervnih delov. Vozijo po vseh slovenskih elektrificiranih progah in vlečejo tako potniške kot tovorne vlake. Vse do prihoda "Helg" (serije 541) leta 2005 so veljale za najzmogljivejše električne lokomotive na slovenskih tirih, vendar se jim je že poznala zastarelost, npr. neudobna kabina, hrup, težave z reduktorjem, relativno nizka največja hitrost itd.

## Pogon
Lokomotiva ima šest pogonskih osi, dva enaka postavna vozička, na vsakem podstavnem vozičku pa je en elektromotor. En motor poganja tri med sabo zobniško povezane osi. Motorna para je mogoče preklapljati na zaporedno in vzporedno vezavo. Posebnost lokomotive je tudi mehanski reduktor, ki omogoča preklop med "potniško" (lahko se jo uporablja tudi za vleko lažjih tovornih vlakov) in "tovorno" prestavo. Pri "tovorni" prestavi se razvije višja vlečna sila, vendar na račun nižje hitrosti (do 75 km/h), pri "potniški" pa tako lokomotiva razvije nižjo vlečno silo in dosega hitrost do 125 km/h.

## Nesreče
Oktobra 1976, kmalu po dobavi, se je lokomotiva 363-002 pri Planini (med Rakekom in Postojno) zaletela v pokvarjen vlak z mazutom in zgorela. Nekaj let je tako mesto št. 002 bilo nezasedeno, nakar so vendarle lokomotivo z najvišjo zaporedno številko (363-039) preštevilčili v 363-002. Avgusta 2001 se je tudi ta lokomotiva pri Pivki zaletela v pokvarjen vlak.